# Zemský okres Oldenburg
Zemský okres Oldenburg (německy Landkreis Oldenburg) je zemský okres v německé spolkové zemi Dolní Sasko. Sídlem správy zemského okresu je město Wildeshausen. Má přibližně 129 tisíc obyvatel. 

## Města a obce
Město:
1. Wildeshausen

Obce:
1. Beckeln
2. Colnrade
3. Dötlingen
4. Dünsen
5. Ganderkesee
6. Groß Ippener
7. Großenkneten
8. Harpstedt
9. Hatten
10. Hude
11. Kirchseelte
12. Prinzhöfte
13. Wardenburg
14. Winkelsett